# Skaczące
Skaczące (Salientia) – nadrząd lub infragromada płazów obejmująca współczesne bezogonowe i ich wymarłych przodków.

## Systematyka
- Gromada: Amphibia
  - Podgromada: Lissamphibia
    - Infragromada: Salientia
      - Rząd: Proanura Romer, 1945 †
        - Rodzina: Triadobatrachidae Kuhn, 1962
          - Rodzaj: Triadobatrachus Kuhn, 1962
            - Gatunek: Triadobatrachus massinoti (Piveteau, 1936)

      - Rząd: Anura Merrem, 1820
        - Podrząd: Discoglossoidei
        - Podrząd: Mesobatrachia
        - Podrząd: Neobatrachia
        - Rodzina: Notobatrachidae Estes & Reig, 1973 †
        - Rodzina: Mantellidae Laurent, 1946